# روبرت حنا
روبرت حنا هو سياسي أمريكي، ولد في 6 أبريل 1786 في كارولاينا الجنوبية في الولايات المتحدة، وتوفي في 16 نوفمبر 1858 في إنديانابوليس في الولايات المتحدة بسبب حادث مرور. نشط حزبياً في الحزب الجمهوري الديمقراطي. وقد انتخب عضو مجلس الشيوخ الأمريكي ‏ عن دائرة Indiana Class 1 senate seat ‏ خلال فترته النيابية ‏ (19 أغسطس 1831 – 3 يناير 1832) وانتخب عضو مجلس نواب إنديانا ‏ وانتخب عضو مجلس الشيوخ الأمريكي ‏.